# Arcas (cohete)

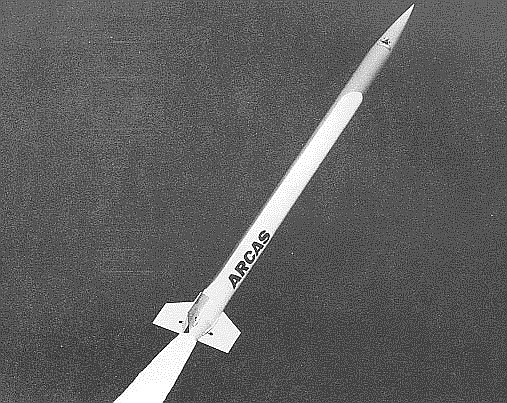
El cohete arcas volando

Cohete sonda estadounidense de una sola etapa, comenzado a desarrollar en 1958. Inicialmente diseñado para el estudio de la lluvia radioactiva, fue utilizado para la medición de vientos en la alta atmósfera. Podía ser lanzado por solo dos personas mediante un tubo de lanzamiento cerrado, con lo que los gases de la ignición producían una velocidad de lanzamiento de hasta 240 km/h en el momento en que el cohete atravesaba la cobertura frontal del tubo. El tiempo típico de combustión era de unos 30 segundos. Tras el apagado del motor, un contador hacía que tras entre 75 a 100 segundos el cono con la carga útil fuese eyectado y devuelto a tierra en paracaídas, donde se recogía y se leían los datos de temperatura y presión. El seguimiento con radar del cohete también proporcionaba datos sobre vientos en relación con la altura. En misiones posteriores los objetivos se diversificaron, llevando cargas para la medición de ozono, medición de arrastre en la atmósfera superior e incluso pequeños experimentos biológicos.
En total se lanzaron 464 cohetes Arcas, con una tasa de éxito del 98,49%. El primer Arcas se lanzó el 1 de enero de 1959, y el último el 9 de agosto de 1991.

## Datos técnicos
- Carga útil: 4,50 kg.
- Apogeo: 52 km.
- Empuje al despegue: 1,495 kN.
- Masa total: 34 kg.
- Diámetro del cuerpo principal: 0,11 m.
- Longitud total: 2,30 m.
- Envergadura: 0,33 m.